# Overture!
Albums de Wink
Diary
(1994) Voce
(1994)
Singles
Overture! est le 12e album original du duo japonais Wink, sorti en 1994.

## Présentation
L'album sort le 1er juillet 1994 au Japon sous le label Polystar, sept mois après le précédent album original du groupe, Brunch. Comme lui, il n'atteint que la 34e place de l'Oricon, et ne reste classé que pendant trois semaines.
Trois des chansons de l'album étaient déjà parues en singles : Itsumademo Suki de Itakute sur le single homonyme de février, et Twinkle Twinkle et Tasty sur le single Twinkle Twinkle de mai.
Les paroles des chansons-titres de ces deux singles ont été écrites par Yasushi Akimoto, de même qu'une troisième chanson de l'album. Twinkle Twinkle figure en deux versions différentes sur l'album.
Deux autres chansons sont interprétées en solo : Heishi no Kyuujitsu par Shoko Aida, qui l'a écrite et composée, et Days par Sachiko Suzuki, qui l'a écrite.
Pour la première fois, aucune reprise de chansons d'autres artistes ne figure sur l'album.

## Liste des titres
| 1.  | Que Sera C'est la Vie (ケ・セラ・セラヴィ)                        | Rui Serizawa / Masamichi Sugi / Brett Raymond   |  |
| 2.  | Mukashi Mitai (昔みたい)                                          | Rui Serizawa / Yuki Kadokura / Brett Raymond    |  |
| 3.  | You're my rainy day                                               | Rui Serizawa / Yuujin Futo / Brett Raymond      |  |
| 4.  | Twinkle Twinkle (60's Version) (トゥインクル トゥインクル...)     | Yasushi Akimoto / James Shitaji / James Shitaji |  |
| 5.  | Itsumademo Suki de Itakute (いつまでも好きでいたくて)             | Y. Akimoto / Kazuhiko Kato / Satoshi Kadokura   |  |
| 6.  | Omoide no Mikata (思い出の味方)                                   | Y. Akimoto / Kazuhiko Kato / Brett Raymond      |  |
| 7.  | Heishi no Kyuujitsu (兵士の休日)                                  | Shoko Aida / Shoko Aida / Yuki Kadokura         |  |
| 8.  | Tasty (Acoustic Version)                                          | Rui Serizawa / Hideo Saito / Hideo Saito        |  |
| 9.  | Days (days)                                                       | Sachiko Suzuki / Tsutomu Ohira / Brett Raymond  |  |
| 10. | Twinkle Twinkle (Original Version) (トゥインクル トゥインクル...) | Yasushi Akimoto / James Shitaji / James Shitaji |  |